# Acinipe arthemisiae
Acinipe arthemisiae är en insektsart som beskrevs av Marius Descamps och Mounassif 1972. Acinipe arthemisiae ingår i släktet Acinipe och familjen Pamphagidae. Inga underarter finns listade i Catalogue of Life.